# متان‌تیول
متان تیول (به انگلیسی: Methanethiol) یا متیل مرکاپتان با فرمول شیمیایی CH۳SH یک ترکیب شیمیایی است. که جرم مولی آن 48.11 g·mol−1 می‌باشد.
این ترکیب بوی بدی دارد و مقدار کمی از آن را به گاز طبیعی می‌افزایند تا انسان از نشت گاز با خبر شود.